# Melim
Melim è un gruppo musicale brasiliano formatosi nel 2015. È costituito dai fratelli Rodrigo, Gabriela e Diogo Melim.

## Storia del gruppo
Originaria di Niterói, la formazione si è fatta conoscere nel 2016 grazie alla competizione canora Superstar, presentata su TV Globo, dove ha raggiunto la semifinale, venendo tuttavia eliminata.
L'anno seguente il trio ha firmato un contratto discografico con l'Universal, vedendo la svolta commerciale per mezzo della hit Meu abrigo, certificata quadruplo diamante dalla Pro-Música Brasil e platino dalla Associação Fonográfica Portuguesa con rispettivamente oltre 1 200 000 e 10 000 unità vendute; la stessa è contenuta nel primo album in studio eponimo.
Nel 2019 si è avviata la loro prima tournée nazionale, e sono stati selezionati come opening act dei concerti sia di Sandy & Junior che dei Maroon 5. Il gruppo è stato inoltre votato gruppo dell'anno al Prêmio Jovem Brasileiro.
Hanno conseguito due candidature ai Latin Grammy, di cui una come miglior canzone in lingua portoghese per Amores e flores, inclusa nel terzo EP Amores e flores. La AFP ha assegnato al trio due ulteriori dischi di platino e uno d'oro, equivalenti a oltre 25 000 unità di vendita certificate in Portogallo.

## Discografia

### Album in studio
- 2018 – Melim
- 2021 – Deixa vir do coração
- 2022 – Quintal

### Album dal vivo
- 2019 – Melim - Ao vivo
- 2023 – Melhor de três

### EP
- 2017 – Melim
- 2020 – Eu feat. você
- 2021 – Amores e flores

### Raccolte
- 2020 – Melim em casa

### Singoli
- 2016 – Meu abrigo
- 2016 – Avião de papel
- 2016 – Peça felicidade
- 2016 – Dois corações
- 2017 – Apê
- 2018 – Um sinal (con Ivete Sangalo)
- 2018 – Eu pra você (con Sandy)
- 2019 – Lama nas ruas (con Zeca Pagodinho)
- 2019 – Dia cinza
- 2019 – Gelo
- 2019 – Onde você mora? (con Nando Reis)
- 2019 – Meu mel (con Anitta)
- 2020 – Astronauta (con Suricato)
- 2020 – Cabelo de anjo (con Lulu Santos)
- 2020 – Cantando eu vou (con Saulo)
- 2020 – Relax (con Rael)
- 2020 – Só quero viajar (con Cynthia Luz)
- 2020 – Oceana (con gli OutroEu)
- 2020 – Amores e flores
- 2021 – Teu céu (con Projota)
- 2021 – Pequena (con i Big Up)
- 2021 – Nem um dia (con Juliano Moreira)
- 2021 – Outono (con Djavan)
- 2021 – Somos (con Alok)
- 2021 – Inocentes (con Lulu)
- 2022 – Ladrão de estrelas (con Projota)
- 2022 – De tanto Sol (con i Natiruts)
- 2022 – Cê não tem noçao (con Anselmo Ralph)
- 2023 – Deixa o amanhã pra amanhã
- 2023 – Vida curta (con i Tritom)
- 2023 – Não te largo, não te troco (con Ana Gabriela)